# دل نورث (کلرادو)
دل نورث (به انگلیسی: Del Norte) شهری در ایالت کلرادو کشور ایالات متحده آمریکا است که جمعیت آن در سرشماری سال ۲۰۱۰ میلادی، ۱٬۶۸۶ نفر بوده‌است.